# والوورث
longitudeوالوورثlatitudeوالوورث
والوورث (به انگلیسی: Walworth) یک ناحیه در لندن است که در منطقه سات‌ارک لندن واقع شده‌است.
این ناحیه در سال ۲۰۱۱ میلادی ۱۱٬۵۵۷ نفر جمعیت داشته‌است.